# Toyonaka
Toyonaka (jap. 豊中市, -shi) ist eine Stadt im Norden der Präfektur Osaka auf Honshū, der Hauptinsel von Japan.
Toyonaka ist eine Wohnvorstadt des angrenzenden Osaka. Ungefähr 30 km in nordöstlicher Richtung entfernt liegt Kyōto.

## Geschichte
Die Stadt erhielt das Stadtrecht am 15. Oktober 1936.

## Wirtschaft
In der Umgebung wird hauptsächlich Reis und Weizen angebaut. Wirtschaftlich bedeutsam sind Erdölprodukte, Textilien und der Maschinenbau.

## Bildung
Toyonaka beherbergt den Toyonaka-Campus der früher kaiserlichen und heute staatlichen Universität Osaka. Die Musikhochschule Osaka liegt zwischen den Hankyū-Bahnhöfen Shōnai und Hotarugaike.
- Tōkō-in, 12. Tempel des Neuen Saigoku-Pilgerwegs.
- Freilichtmuseum japanischer Bauernhäuser

## Verkehr
Toyonaka liegt an der Chūgoku-Autobahn, der Meishin-Autobahn und an den Nationalstraßen 171, 176, 423 und 479. Der Bahnhof liegt an der Hankyū-Takarazuka-Hauptlinie und der Hankyū-Kōbe-Linie.

## Söhne und Töchter der Stadt
- Yaida Hitomi (* 1978), J-Pop-Sängerin, Songwriterin und Gitarristin
- Mayuko Kamio (* 1986), Geigerin
- Tōko Koga (* 2006), Fußballspielerin
- Takahiro „Tak“ Matsumoto (* 1961), Gitarrist, Songschreiber und Komponist
- Daiki Miya (* 1996), Fußballspieler
- Yoshihiro Murai (* 1960), Politiker
- Kazuma Nagai (* 1998), Fußballspieler
- Keijirō Ogawa (* 1992), Fußballspieler
- Tadanari Okamoto (1932–1990), Film-Animator und Produzent
- Ryō Okui (* 1990), Fußballspieler
- Yuka Ōnishi (* 1968), Schauspielerin und Sängerin
- Ryūichirō Sakai (* 1998), Sprinter
- Ikuo Shiosaki (* 1933), Jazzgitarrist
- Shun'ya Suganuma (* 1990), Fußballspieler
- Osamu Tezuka (1928–1989), Arzt und Manga-Zeichner
- Shōji Tōyama (* 2002), Fußballspieler

## Angrenzende Städte und Gemeinden
Die Stadt grenzt an Osaka, Suita, Ikeda, Minoo, Amagasaki und Itami.

## Weblinks

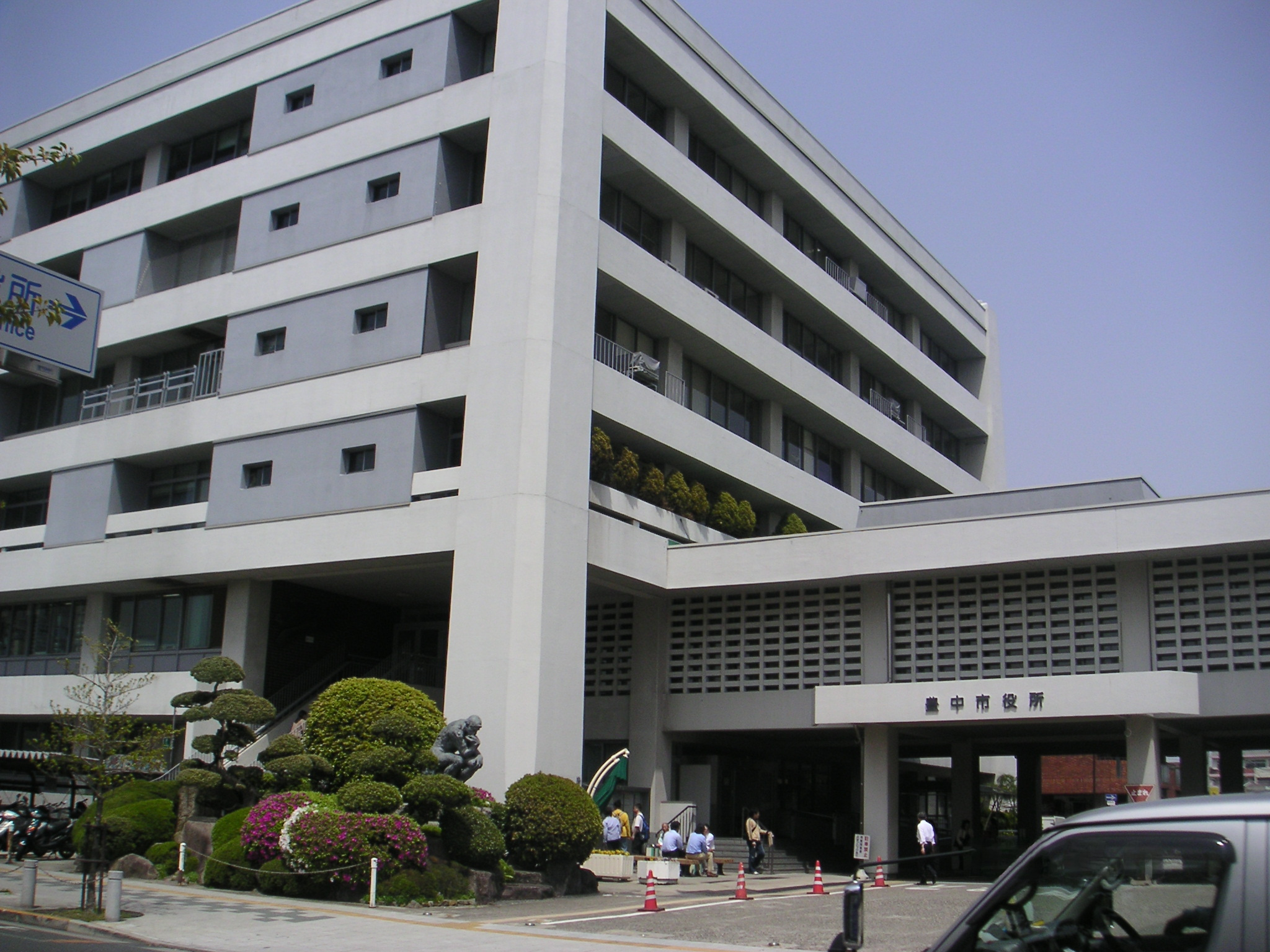
Rathaus von Toyonaka

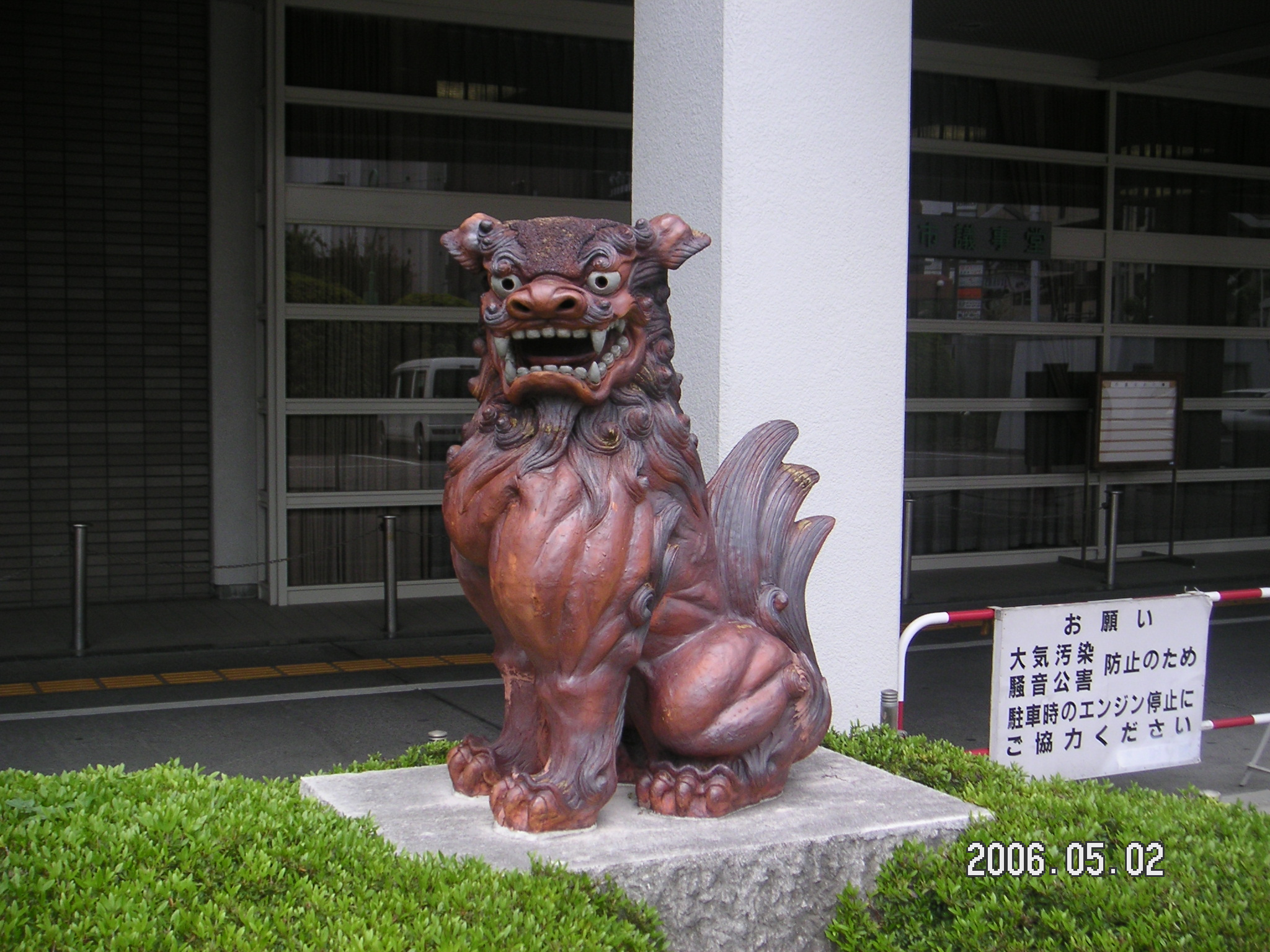
Shisa-Statue vor dem Rathaus von Toyonaka rechts